# Tisova
Tisova (cyr. Тисова) – wieś w Bośni i Hercegowinie, w Republice Serbskiej, w mieście Prijedor. W 2013 roku liczyła 101 mieszkańców.